# Fenmedifam
Fenmedifam (ISO-naam) is een chemische verbinding die gebruikt wordt als herbicide. Het is een carbamaat-ester van (3-methylfenyl)carbamidezuur.
Fenmedifam wordt gebruikt voor de bestrijding, na uitkomen, van eenjarige tweezaadlobbige onkruiden in diverse teelten; vooral voeder- en suikerbieten maar ook spinazie of aardbeien (onbedekt) en sierplanten als afrikaantjes en rozen.
Fenmedifam komt voor als wit poeder of kleurloze kristallen. De stof is vrijwel niet oplosbaar in water, maar wel in polaire organische oplosmiddelen als aceton. Ze is ingedeeld als een milieugevaarlijke stof.
De stof is in de jaren 1960 ontwikkeld, en de octrooibescherming is ondertussen afgelopen. In de Europese Unie is ze in de meeste lidstaten toegelaten. Er zijn diverse firma's die herbiciden met fenmedifam als actief bestanddeel verkopen, met merknamen als Betanal, Beetup of Corzal. Er zijn ook herbiciden met gelijke hoeveelheden van fenmedifam en het gelijkaardig herbicide desmedifam.